# بطولة أمم أوروبا داخل الصالات 1996
بطولة أمم أوروبا داخل الصالات 1996 (بالإسبانية: Eurocopa de fútbol sala de 1996)‏ هو الموسم 1 من  بطولة أمم أوروبا داخل الصالات. الذي يشرف على تنظيمه الاتحاد الأوروبي لكرة القدم، وكان عدد الأندية المشاركة فيه  6، وفاز فيه منتخب إسبانيا لكرة القدم داخل الصالات.